# قائمة العملات التذكارية المصرية (عقد 1980)

#### عملات ذهبية
| العملة                                       | الصورة   | الصورة  | الوصف                                                    | الفئة  | الموضوع | الكمية | الوزن (جرام) | القطر (مم) | السمك (مم) |
| العملة                                       | الأمامية | الخلفية | الوصف                                                    | الفئة  | الموضوع | الكمية | الوزن (جرام) | القطر (مم) | السمك (مم) |
| -------------------------------------------- | -------- | ------- | -------------------------------------------------------- | ------ | ------- | ------ | ------------ | ---------- | ---------- |
| 5 جنيهات يوم الطبيب                          |          |         | نقش الوجه: "من أجل بناء قصر العيني"، "يوم الطبيب المصري" | 5 جنيه |         | 1000   | 26           | 33         |            |
| 10 جينهات اتفاقية السلام المصرية الإسرائيلية |          |         |                                                          |        |         |        | 40           | 35         | 2.65       |
| 5 جنيهات اتفاقية السلام المصرية الإسرائيلية  |          |         |                                                          |        |         |        |              |            |            |
| جنيه يوم الطبيب                              |          |         |                                                          |        |         |        |              |            |            |
| جنيه كلية الحقوق                             |          |         |                                                          |        |         |        |              |            |            |
| جنيه اتفاقية السلام المصرية الإسرائيلية      |          |         |                                                          |        |         |        |              |            |            |

#### عملات فضية
| العملة                                  | الصورة   | الصورة  | الوصف | الفئة | الموضوع | الكمية | الوزن (جرام) | القطر (مم) | السمك (مم) |
| العملة                                  | الأمامية | الخلفية | الوصف | الفئة | الموضوع | الكمية | الوزن (جرام) | القطر (مم) | السمك (مم) |
| --------------------------------------- | -------- | ------- | ----- | ----- | ------- | ------ | ------------ | ---------- | ---------- |
| جنيه يوم الطبيب                         |          |         |       |       |         |        |              |            |            |
| جنيه منظمة الأغذية والزراعة             |          |         |       |       |         |        |              |            |            |
| جنيه كلية الحقوق                        |          |         |       |       |         |        |              |            |            |
| جنيه اتفاقية السلام المصرية الإسرائيلية |          |         |       |       |         |        |              |            |            |
| جنيه ثورة التصحيح                       |          |         |       |       |         |        |              |            |            |
| جنيه المهن التطبيقية                    |          |         |       |       |         |        |              |            |            |

#### عملات غير متداولة
| العملة                                     | الصورة   | الصورة  | الوصف | الفئة   | الموضوع | المعدن    | التوافر | الوزن (جرام) | القطر (مم) | السمك (مم) |
| العملة                                     | الأمامية | الخلفية | الوصف | الفئة   | الموضوع | المعدن    | التوافر | الوزن (جرام) | القطر (مم) | السمك (مم) |
| ------------------------------------------ | -------- | ------- | ----- | ------- | ------- | --------- | ------- | ------------ | ---------- | ---------- |
| 10 قروش يوم الطبيب                         |          |         |       | 10 قروش |         | نحاس-نيكل |         | 6            | 27         | 1.4        |
| 10 قروش منظمة التغذية والزراعة             |          |         |       |         |         |           |         |              |            |            |
| 10 قروش ثورة التصحيح                       |          |         |       |         |         |           |         |              |            |            |
| 10 قروش اتفاقية السلام المصرية الإسرائيلية |          |         |       |         |         |           |         |              |            |            |
| 5 قروش ثورة التصحيح                        |          |         |       |         |         |           |         |              |            |            |
| 5 قروش المهن التطبيقية                     |          |         |       |         |         |           |         |              |            |            |
| 10 مليم منظمة الأغذية والزراعة             |          |         |       |         |         |           |         |              |            |            |
| 10 مليم ثورة التصحيح                       |          |         |       |         |         |           |         |              |            |            |

### 1981

#### عملات ذهبية
| العملة                                         | الصورة   | الصورة  | الوصف | الموضوع | الفئة | الموضوع | التوافر | الوزن (جرام) | القطر (مم) | السمك (مم) |
| العملة                                         | الأمامية | الخلفية | الوصف | الموضوع | الفئة | الموضوع | التوافر | الوزن (جرام) | القطر (مم) | السمك (مم) |
| ---------------------------------------------- | -------- | ------- | ----- | ------- | ----- | ------- | ------- | ------------ | ---------- | ---------- |
| 5 جنيهات العيد الفضي لوزارة الصناعة المصرية    |          |         |       |         |       |         |         |              |            |            |
| جنيه العيد الفضي لتأميم قناة السويس            |          |         |       |         |       |         |         |              |            |            |
| 5 جنيهات العيد الفضي لتأميم قناة السويس        |          |         |       |         |       |         |         |              |            |            |
| 5 جنيهات الذكرى الثالثة لإعادة فتح قناة السويس |          |         |       |         |       |         |         |              |            |            |
| جنيه الذكرى المئوية للثورة العرابية            |          |         |       |         |       |         |         |              |            |            |
| 5 جنيهات الذكرى المئوية للثورة العرابية        |          |         |       |         |       |         |         |              |            |            |
| جنيه الذكرى الثالثة لإعادة فتح قناة السويس     |          |         |       |         |       |         |         |              |            |            |

#### عملات فضية
| العملة                                        | الصورة   | الصورة  | الوصف | الموضوع | الفئة | الموضوع | التوافر | الوزن (جرام) | القطر (مم) | السمك (مم) |
| العملة                                        | الأمامية | الخلفية | الوصف | الموضوع | الفئة | الموضوع | التوافر | الوزن (جرام) | القطر (مم) | السمك (مم) |
| --------------------------------------------- | -------- | ------- | ----- | ------- | ----- | ------- | ------- | ------------ | ---------- | ---------- |
| 5 جنيهات عام الطفل العالمي                    |          |         |       |         |       |         |         |              |            |            |
| جنيه يوم العلمين                              |          |         |       |         |       |         |         |              |            |            |
| جنيه منظمة الأغذية والزراعة                   |          |         |       |         |       |         |         |              |            |            |
| جنيه العيد الفضي لوزارة الصناعة               |          |         |       |         |       |         |         |              |            |            |
| جنيه العيد الفضي لتأميم قناة السويس           |          |         |       |         |       |         |         |              |            |            |
| جنيه العيد الفضي للاتحاد العام لنقابات العمال |          |         |       |         |       |         |         |              |            |            |
| جنيه الذكرى الثالثة لإعادة فتح قناة السويس    |          |         |       |         |       |         |         |              |            |            |
| جنيه يوم الغذاء العالمي                       |          |         |       |         |       |         |         |              |            |            |
| جنيه الذكرى المئوية للثورة العرابية           |          |         |       |         |       |         |         |              |            |            |

#### عملات غير متداولة
| العملة                              | الصورة   | الصورة  | الوصف | الموضوع                                                         | الفئة   | الموضوع | المعدن | التوافر | الوزن (جرام) | القطر (مم) | السمك (مم) |
| العملة                              | الأمامية | الخلفية | الوصف | الموضوع                                                         | الفئة   | الموضوع | المعدن | التوافر | الوزن (جرام) | القطر (مم) | السمك (مم) |
| ----------------------------------- | -------- | ------- | ----- | --------------------------------------------------------------- | ------- | ------- | ------ | ------- | ------------ | ---------- | ---------- |
| 10 قروش يوم العلمين                 |          |         |       |                                                                 | 10 قروش |         |        |         |              |            |            |
| 10 قروش ثورة التصحيح                |          |         |       |                                                                 | 10 قروش |         |        |         |              |            |            |
| 10 قروش العيد الفضي لاتحاد النقابات |          |         |       | الاحتفال بمرور 25 عامًا على تأسيس الاتحاد العام لنقابات عمال مصر | 10 قروش |         |        |         |              |            |            |

### 1982

#### عملات ذهبية
| العملة                                 | الصورة   | الصورة  | الوصف | الموضوع | الفئة | الموضوع | التوافر | الوزن (جرام) | القطر (مم) | السمك (مم) |
| العملة                                 | الأمامية | الخلفية | الوصف | الموضوع | الفئة | الموضوع | التوافر | الوزن (جرام) | القطر (مم) | السمك (مم) |
| -------------------------------------- | -------- | ------- | ----- | ------- | ----- | ------- | ------- | ------------ | ---------- | ---------- |
| 5 جنيهات الجامع الأزهر                 |          |         |       |         |       |         |         | 26           | 33         |            |
| خمس جينهات العيد الخمسين للقوات الجوية |          |         |       |         |       |         |         | 26           | 33         |            |
| جنيه جامع الأزهر                       |          |         |       |         |       |         |         | 8            | 24         |            |
| جنيه القوات الجوية المصرية             |          |         |       |         |       |         |         | 8            | 24         |            |

#### عملات فضية
| العملة                       | الصورة   | الصورة  | الوصف | الموضوع | الفئة | الموضوع | التوافر | الوزن (جرام) | القطر (مم) | السمك (مم) |
| العملة                       | الأمامية | الخلفية | الوصف | الموضوع | الفئة | الموضوع | التوافر | الوزن (جرام) | القطر (مم) | السمك (مم) |
| ---------------------------- | -------- | ------- | ----- | ------- | ----- | ------- | ------- | ------------ | ---------- | ---------- |
| 1 جنيه مصر للطيران           |          |         |       |         |       |         |         | 15           | 35         | 2          |
| 1 جنيه جامع الأزهر           |          |         |       |         |       |         |         | 15           | 35         | 2          |
| 1 جنيه القوات الجوية المصرية |          |         |       |         |       |         |         | 15           | 35         | 2          |
| 1 جنيه شركة بيع المصنوعات    |          |         |       |         |       |         |         | 15           | 35         | 2          |
| 1 جنيه عودة سيناء            |          |         |       |         |       |         |         | 15           | 35         | 2          |

#### عملات غير متداولة
| العملة                                           | الصورة   | الصورة  | الوصف | الفئة   | الموضوع | المعدن    | الوزن (جرام) | القطر (مم) | السمك (مم) |
| العملة                                           | الأمامية | الخلفية | الوصف | الفئة   | الموضوع | المعدن    | الوزن (جرام) | القطر (مم) | السمك (مم) |
| ------------------------------------------------ | -------- | ------- | ----- | ------- | ------- | --------- | ------------ | ---------- | ---------- |
| 10 قروش العيد الذهبي لشركة بيع المصنوعات المصرية |          |         |       | 10 قروش |         | نحاس-نيكل | 6            | 27         | 1.4        |

### 1983

#### عملات ذهبية
| العملة                  | الصورة   | الصورة  | الوصف | الفئة | الموضوع | المعدن | الوزن (جرام) | القطر (مم) | السمك (مم) |
| العملة                  | الأمامية | الخلفية | الوصف | الفئة | الموضوع | المعدن | الوزن (جرام) | القطر (مم) | السمك (مم) |
| ----------------------- | -------- | ------- | ----- | ----- | ------- | ------ | ------------ | ---------- | ---------- |
| 100 جنيه الملكة نفرتيتي |          |         |       |       |         |        | 17.5         | 32         |            |

#### عملات فضية
| العملة                              | الصورة   | الصورة  | الوصف | الفئة | الموضوع | المعدن | الوزن (جرام) | القطر (مم) | السمك (مم) |
| العملة                              | الأمامية | الخلفية | الوصف | الفئة | الموضوع | المعدن | الوزن (جرام) | القطر (مم) | السمك (مم) |
| ----------------------------------- | -------- | ------- | ----- | ----- | ------- | ------ | ------------ | ---------- | ---------- |
| 1 جنيه حافظ وشوقي                   |          |         |       |       |         |        | 15           | 35         | 2          |
| 5 جنيه جامعة القاهرة - العيد الماسي |          |         |       |       |         |        | 17.5         | 37.2       | 2.2        |

### 1984

#### عملات ذهبية
| العملة                      | الصورة   | الصورة  | الوصف | الفئة | الموضوع | المعدن | الوزن (جرام) | القطر (مم) | السمك (مم) |
| العملة                      | الأمامية | الخلفية | الوصف | الفئة | الموضوع | المعدن | الوزن (جرام) | القطر (مم) | السمك (مم) |
| --------------------------- | -------- | ------- | ----- | ----- | ------- | ------ | ------------ | ---------- | ---------- |
| 1 جنيه هيئة الإذاعة المصرية |          |         |       |       |         |        | 8            | 24         |            |
| 5 جنيه هيئة الإذاعة المصرية |          |         |       |       |         |        | 26           | 33         |            |
| 100 جنيه كليوباترا          |          |         |       |       |         |        | 17           | 32         |            |

#### العملات الفضية
| العملة                                    | الصورة   | الصورة  | الوصف | الفئة | الموضوع | المعدن | الوزن (جرام) | القطر (مم) | السمك (مم) |
| العملة                                    | الأمامية | الخلفية | الوصف | الفئة | الموضوع | المعدن | الوزن (جرام) | القطر (مم) | السمك (مم) |
| ----------------------------------------- | -------- | ------- | ----- | ----- | ------- | ------ | ------------ | ---------- | ---------- |
| 1 جنيه شركة مصر للتأمين                   |          |         |       |       |         |        | 15           | 35         | 2          |
| 1 جنيه كلية الفنون الجميلة                |          |         |       |       |         |        | 15           | 35         | 2          |
| 5 جنيه دورة الألعاب الأوليمبية-لوس انجلوس |          |         |       |       |         |        | 17.5         | 37.2       | 2.2        |
| 5 جنيه مجمع اللغة العربية                 |          |         |       |       |         |        | 17.5         | 37.2       | 2.2        |
| 5 جنيه هيئة الإذاعة المصرية               |          |         |       |       |         |        | 17.5         | 37.2       | 2.2        |
| 5 جنيه محمود مختار                        |          |         |       |       |         |        | 17.5         | 37.2       | 2.2        |
| 5 جنيه الجمعية التعاونية للبترول          |          |         |       |       |         |        | 17.5         | 37.2       | 2.2        |
| 5 جنيه العيد الماسي للتعاون               |          |         |       |       |         |        | 17.5         | 37.2       | 2.2        |

### 1985

#### العملات الذهبية
| العملة                                | الصورة   | الصورة  | الوصف | الموضوع | الفئة | الموضوع | المعدن | التوافر | الوزن (جرام) | القطر (مم) | السمك (مم) |
| العملة                                | الأمامية | الخلفية | الوصف | الموضوع | الفئة | الموضوع | المعدن | التوافر | الوزن (جرام) | القطر (مم) | السمك (مم) |
| ------------------------------------- | -------- | ------- | ----- | ------- | ----- | ------- | ------ | ------- | ------------ | ---------- | ---------- |
| 1 جنيه البرلمان المصري                |          |         |       |         |       |         |        |         | 8            | 24         |            |
| 1 جنيه كلية الاقتصاد والعلوم السياسية |          |         |       |         |       |         |        |         | 8            | 24         |            |
| 5 جنيه ستاد القاهرة                   |          |         |       |         |       |         |        |         | 26           | 33         |            |
| 100 جنيه الصقر الذهبي                 |          |         |       |         |       |         |        |         | 17.15        | 31         |            |

#### العملات الفضية
| العملة                                   | الصورة   | الصورة  | الوصف | الموضوع | الفئة | الموضوع | المعدن | التوافر | الوزن (جرام) | القطر (مم) | السمك (مم) |
| العملة                                   | الأمامية | الخلفية | الوصف | الموضوع | الفئة | الموضوع | المعدن | التوافر | الوزن (جرام) | القطر (مم) | السمك (مم) |
| ---------------------------------------- | -------- | ------- | ----- | ------- | ----- | ------- | ------ | ------- | ------------ | ---------- | ---------- |
| 5 جنيه شركة مطابع محرم الصناعية          |          |         |       |         |       |         |        |         | 17.5         | 37.2       | 2.3        |
| 5 جنيه معهد التخطيط القومي               |          |         |       |         |       |         |        |         | 17.5         | 37.2       | 2.3        |
| 5 جنيه البرلمان المصري                   |          |         |       |         |       |         |        |         | 17.5         | 37.2       | 2.3        |
| 5 جنيه ستاد القاهرة                      |          |         |       |         |       |         |        |         | 17.5         | 37.2       | 2.3        |
| 5 جنيه التلفزيون المصري                  |          |         |       |         |       |         |        |         | 17.5         | 37.2       | 2.3        |
| 5 جنيه مؤتمر السيرة النبوية الـ4 بالأزهر |          |         |       |         |       |         |        |         | 17.5         | 37.2       | 2.3        |
| 5 جنيه ميناء القاهرة الدولي              |          |         |       |         |       |         |        |         | 17.5         | 37.2       | 2.3        |
| 5 جنيه المؤتمر الأول للتطبيقيين          |          |         |       |         |       |         |        |         | 17.5         | 37.2       | 2.3        |
| 5 جنيه توت عنخ آمون                      |          |         |       |         |       |         |        |         | 17.5         | 37.2       | 2.2        |
| 5 جنيه الاتحاد الدولي للمعماريين         |          |         |       |         |       |         |        |         | 17.5         | 37.2       | 2.2        |
| 5 جنيه كلية الاقتصاد والعلوم السياسية    |          |         |       |         |       |         |        |         | 17.5         | 37.2       | 2.3        |
| 5 جنيه يوم التجاريين - العيد الفضي       |          |         |       |         |       |         |        |         | 17.5         | 37.2       | 2.2        |

#### عملات غير متداولة
| العملة                                     | الصورة   | الصورة  | الوصف | الموضوع | الفئة | الموضوع | المعدن | التوافر | الوزن (جرام) | القطر (مم) | السمك (مم) |
| العملة                                     | الأمامية | الخلفية | الوصف | الموضوع | الفئة | الموضوع | المعدن | التوافر | الوزن (جرام) | القطر (مم) | السمك (مم) |
| ------------------------------------------ | -------- | ------- | ----- | ------- | ----- | ------- | ------ | ------- | ------------ | ---------- | ---------- |
| 20 قرش المؤتمر الأول للتطبيقيين            |          |         |       |         |       |         |        |         |              |            |            |
| 20 قرش العيد الفضي لميناء القاهرة الدولي   |          |         |       |         |       |         |        |         |              |            |            |
| 10 قروش مجلس الشعب                         |          |         |       |         |       |         |        |         |              |            |            |
| 10 قروش اليوبيل الفضي لمعهد التخطيط القومي |          |         |       |         |       |         |        |         |              |            |            |

### 1986

#### العملات الذهبية
| العملة                       | الصورة   | الصورة  | الوصف | الموضوع | الفئة | الموضوع | المعدن | التوافر | الوزن (جرام) | القطر (مم) | السمك (مم) |
| العملة                       | الأمامية | الخلفية | الوصف | الموضوع | الفئة | الموضوع | المعدن | التوافر | الوزن (جرام) | القطر (مم) | السمك (مم) |
| ---------------------------- | -------- | ------- | ----- | ------- | ----- | ------- | ------ | ------- | ------------ | ---------- | ---------- |
| 50 جنيه الكعبة- مكة المكرمة  |          |         |       |         |       |         |        |         | 8.5          | 24         |            |
| 100 جنيه توت عنخ آمون        |          |         |       |         |       |         |        |         | 17           | 32         |            |
| 100 جنية الكعبة- مكة المكرمة |          |         |       |         |       |         |        |         | 17           | 32         |            |

#### العملات الفضية
| العملة                                 | الصورة   | الصورة  | الوصف | الموضوع | الفئة | الموضوع | المعدن | التوافر | الوزن (جرام) | القطر (مم) | السمك (مم) |
| العملة                                 | الأمامية | الخلفية | الوصف | الموضوع | الفئة | الموضوع | المعدن | التوافر | الوزن (جرام) | القطر (مم) | السمك (مم) |
| -------------------------------------- | -------- | ------- | ----- | ------- | ----- | ------- | ------ | ------- | ------------ | ---------- | ---------- |
| 5 جنيه كلية التجارة                    |          |         |       |         |       |         |        |         | 17.5         | 37.2       | 2.1        |
| 5 جنيه البنك المركزي المصري            |          |         |       |         |       |         |        |         | 17.5         | 37.2       | 2.2        |
| 5 جنيه كأس العالم لكرة القدم 1986      |          |         |       |         |       |         |        |         | 17.5         | 37.2       | 2.2        |
| 5 جنيه كأس الأمم الإفريقية-مصر 1986    |          |         |       |         |       |         |        |         | 17.5         | 37.2       | 2.2        |
| 5 جنيه وزارة الصحة                     |          |         |       |         |       |         |        |         | 17.5         | 37.2       | 2.3        |
| 5 جنيه يوم المحارب                     |          |         |       |         |       |         |        |         | 17.5         | 37.2       | 2.3        |
| 5 جنيه اكتشاف البترول بمصر             |          |         |       |         |       |         |        |         | 17.5         | 32.2       | 2.2        |
| 5 جنيه التعداد                         |          |         |       |         |       |         |        |         | 17.5         | 32.2       | 2.2        |
| 5 جنيه المسرح القومي- العيد الذهبي     |          |         |       |         |       |         |        |         | 17.5         | 32.2       | 2.3        |
| 5 جنيه الكعبة- مكة المكرمة             |          |         |       |         |       |         |        |         | 17.5         | 32.2       | 2.3        |
| 5 جنيه نقابة المهندسين- العيد الأربعون |          |         |       |         |       |         |        |         | 17.5         | 32.2       | 2.3        |
| 5 جنيه ترميم مبنى مجلس الشعب           |          |         |       |         |       |         |        |         | 17.5         | 32.2       | 2.3        |
| 5 جنيه هيئة الطاقة الذرية              |          |         |       |         |       |         |        |         | 17.5         | 37.2       | 2.2        |
| 5 جنيه وزارة الصناعة                   |          |         |       |         |       |         |        |         | 17.5         | 37.2       | 2.2        |

#### عملات غير متداولة
| العملة                          | الصورة   | الصورة  | الوصف | الموضوع | الفئة | الموضوع | المعدن | التوافر | الوزن (جرام) | القطر (مم) | السمك (مم) |
| العملة                          | الأمامية | الخلفية | الوصف | الموضوع | الفئة | الموضوع | المعدن | التوافر | الوزن (جرام) | القطر (مم) | السمك (مم) |
| ------------------------------- | -------- | ------- | ----- | ------- | ----- | ------- | ------ | ------- | ------------ | ---------- | ---------- |
| 20 قرش التعداد العام الحادي عشر |          |         |       |         |       |         |        |         |              |            |            |

### 1987

#### العملات الذهبية
| العملة        | الصورة   | الصورة  | الوصف | الموضوع | الفئة | الموضوع | المعدن | التوافر | الوزن (جرام) | القطر (مم) | السمك (مم) |
| العملة        | الأمامية | الخلفية | الوصف | الموضوع | الفئة | الموضوع | المعدن | التوافر | الوزن (جرام) | القطر (مم) | السمك (مم) |
| ------------- | -------- | ------- | ----- | ------- | ----- | ------- | ------ | ------- | ------------ | ---------- | ---------- |
| 100 جنيه آبيس |          |         |       |         |       |         |        |         | 17           | 32         |            |

#### العملات الفضية
| العملة                                   | الصورة   | الصورة  | الوصف | الموضوع | الفئة | الموضوع | المعدن | التوافر | الوزن (جرام) | القطر (مم) | السمك (مم) |
| العملة                                   | الأمامية | الخلفية | الوصف | الموضوع | الفئة | الموضوع | المعدن | التوافر | الوزن (جرام) | القطر (مم) | السمك (مم) |
| ---------------------------------------- | -------- | ------- | ----- | ------- | ----- | ------- | ------ | ------- | ------------ | ---------- | ---------- |
| 5 جنيه أوبرا عايدا                       |          |         |       |         |       |         |        |         | 17.5         | 37.2       | 2.2        |
| 5 جنيه متحف تاريخ الحياة البرلمانية بمصر |          |         |       |         |       |         |        |         | 17.5         | 37.2       | 2.2        |
| 5 جنيه يوم الطبيب البيطري                |          |         |       |         |       |         |        |         | 17.5         | 37.2       | 2.2        |
| 5 جنيه شركة مصر للبترول                  |          |         |       |         |       |         |        |         | 17.5         | 37.2       | 2.2        |
| 5 جنيه مترو أنفاق القاهرة                |          |         |       |         |       |         |        |         | 17.5         | 37.2       | 2.2        |
| 5 جنيه شركة حلوان لمحركات الديزل         |          |         |       |         |       |         |        |         | 17.5         | 37.2       | 2.2        |
| 5 جنيه كلية الفنون الجميلة بالإسكندرية   |          |         |       |         |       |         |        |         | 17.5         | 37.2       | 2.2        |
| 5 جنيه جافي                              |          |         |       |         |       |         |        |         | 17.5         | 37.2       | 2.2        |

#### عملات غير متداولة
| العملة                                        | الصورة   | الصورة  | الوصف | الموضوع | الفئة | الموضوع | المعدن | التوافر | الوزن (جرام) | القطر (مم) | السمك (مم) |
| العملة                                        | الأمامية | الخلفية | الوصف | الموضوع | الفئة | الموضوع | المعدن | التوافر | الوزن (جرام) | القطر (مم) | السمك (مم) |
| --------------------------------------------- | -------- | ------- | ----- | ------- | ----- | ------- | ------ | ------- | ------------ | ---------- | ---------- |
| 20 قرش الهيئة العامة للاستثمار والمناطق الحرة |          |         |       |         |       |         |        |         |              |            |            |

### 1988

#### العملات الذهبية
| العملة                                       | الصورة   | الصورة  | الوصف | الموضوع | الفئة | الموضوع | المعدن | التوافر | الوزن (جرام) | القطر (مم) | السمك (مم) |
| العملة                                       | الأمامية | الخلفية | الوصف | الموضوع | الفئة | الموضوع | المعدن | التوافر | الوزن (جرام) | القطر (مم) | السمك (مم) |
| -------------------------------------------- | -------- | ------- | ----- | ------- | ----- | ------- | ------ | ------- | ------------ | ---------- | ---------- |
| 5 جنيه دار الأوبرا القاهرة                   |          |         |       |         |       |         |        |         | 26           | 33         |            |
| 50 جنيه الألعاب الأوليمبية الصيفية-سيول 1988 |          |         |       |         |       |         |        |         | 8.5          | 32         |            |
| 50 جنيه Olympic Seoul 1988                   |          |         |       |         |       |         |        |         | 8.5          | 23.5       |            |
| 100 جنيه عربة رمسيس                          |          |         |       |         |       |         |        |         | 17           | 32         |            |

#### العملات الفضية
| العملة                                        | الصورة   | الصورة  | الوصف | الموضوع | الفئة | الموضوع | المعدن | التوافر | الوزن (جرام) | القطر (مم) | السمك (مم) |
| العملة                                        | الأمامية | الخلفية | الوصف | الموضوع | الفئة | الموضوع | المعدن | التوافر | الوزن (جرام) | القطر (مم) | السمك (مم) |
| --------------------------------------------- | -------- | ------- | ----- | ------- | ----- | ------- | ------ | ------- | ------------ | ---------- | ---------- |
| 5 جنيه عيد الشرطة                             |          |         |       |         |       |         |        |         | 17.5         | 37         | 2.2        |
| 5 جنيه الألعاب الأوليمبية الصيفية-سيول 1988   |          |         |       |         |       |         |        |         | 17.5         | 37.2       | 2.2        |
| 5 جنيه Olympic Seoul 1988                     |          |         |       |         |       |         |        |         | 17.5         | 37         | 2.2        |
| 5 جنيه الألعاب الأولمبية الشتوية الخامسة عشرة |          |         |       |         |       |         |        |         | 17.5         | 37         | 2.2        |
| 5 جنيه الكلية الجوية- العيد الخمسيني          |          |         |       |         |       |         |        |         | 17.5         | 37         | 2.2        |
| 5 جنيه دار الأوبرا القاهرة                    |          |         |       |         |       |         |        |         | 17.5         | 37         | 2.2        |
| 5 جنيه وزارة الزراعة- العيد الماسي            |          |         |       |         |       |         |        |         | 17.5         | 37         | 2.2        |
| 5 جنيه نجيب محفوظ - جائزة نوبل                |          |         |       |         |       |         |        |         | 17.5         | 37         | 2.2        |
| 5 جنيه المركز القومي للبحوث                   |          |         |       |         |       |         |        |         | 17.5         | 37.2       | 2.2        |

#### عملات غير متداولة
| العملة                | الصورة   | الصورة  | الوصف | الموضوع | الفئة | الموضوع | المعدن | التوافر | الوزن (جرام) | القطر (مم) | السمك (مم) |
| العملة                | الأمامية | الخلفية | الوصف | الموضوع | الفئة | الموضوع | المعدن | التوافر | الوزن (جرام) | القطر (مم) | السمك (مم) |
| --------------------- | -------- | ------- | ----- | ------- | ----- | ------- | ------ | ------- | ------------ | ---------- | ---------- |
| 20 قرش يوم الشرطة     |          |         |       |         |       |         |        |         |              |            |            |
| 20 قرش افتتاح الأوبرا |          |         |       |         |       |         |        |         |              |            |            |

### 1989

#### العملات الذهبية
| العملة        | الصورة   | الصورة  | الوصف | الموضوع | الفئة | الموضوع | المعدن | التوافر | الوزن (جرام) | القطر (مم) | السمك (مم) |
| العملة        | الأمامية | الخلفية | الوصف | الموضوع | الفئة | الموضوع | المعدن | التوافر | الوزن (جرام) | القطر (مم) | السمك (مم) |
| ------------- | -------- | ------- | ----- | ------- | ----- | ------- | ------ | ------- | ------------ | ---------- | ---------- |
| 100 جنيه القط |          |         |       |         |       |         |        |         | 17           | 32         |            |

#### العملات الفضية
| العملة                                  | الصورة   | الصورة  | الوصف | الموضوع | الفئة | الموضوع | المعدن | التوافر | الوزن (جرام) | القطر (مم) | السمك (مم) |
| العملة                                  | الأمامية | الخلفية | الوصف | الموضوع | الفئة | الموضوع | المعدن | التوافر | الوزن (جرام) | القطر (مم) | السمك (مم) |
| --------------------------------------- | -------- | ------- | ----- | ------- | ----- | ------- | ------ | ------- | ------------ | ---------- | ---------- |
| 5 جنيه شركة الإعلانات المصرية           |          |         |       |         |       |         |        |         | 17.5         | 37         | 2.2        |
| 5 جنيه الاتحاد البرلماني الدولي         |          |         |       |         |       |         |        |         | 17.5         | 37         | 2.2        |
| 5 جنيه الدورة الأوليمبية العربية الأولى |          |         |       |         |       |         |        |         | 17.5         | 37         | 2.2        |
| 5 جنيه كلية الزراعة/ جامعة القاهرة      |          |         |       |         |       |         |        |         | 17.5         | 37         | 2.2        |
| 5 جنيه الهيئة العامة للتأمين الصحي      |          |         |       |         |       |         |        |         | 17.5         | 37         | 2.2        |
| 5 جنيه معرض 1989 من أجل التصدير         |          |         |       |         |       |         |        |         | 17.5         | 37         | 2.2        |

#### عملات غير متداولة
| العملة                                         | الصورة   | الصورة  | الوصف | الموضوع | الفئة | الموضوع | المعدن | التوافر | الوزن (جرام) | القطر (مم) | السمك (مم) |
| العملة                                         | الأمامية | الخلفية | الوصف | الموضوع | الفئة | الموضوع | المعدن | التوافر | الوزن (جرام) | القطر (مم) | السمك (مم) |
| ---------------------------------------------- | -------- | ------- | ----- | ------- | ----- | ------- | ------ | ------- | ------------ | ---------- | ---------- |
| 20 قرش مترو الأنفاق                            |          |         |       |         |       |         |        |         |              |            |            |
| 20 قرش العيد الفضي للهيئة العامة للتأمين الصحي |          |         |       |         |       |         |        |         |              |            |            |
| 10 قروش ذكرى حرب أكتوبر                        |          |         |       |         |       |         |        |         |              |            |            |
| 20 قرش ذكرى حرب أكتوبر                         |          |         |       |         |       |         |        |         |              |            |            |